# Den' Pobedy (brano musicale)
Den' Pobedy (in russo День Победы?, lett. "Il Giorno della Vittoria"), è una delle più popolari canzoni sovietiche dedicate alla Seconda guerra mondiale.

## Storia
La canzone è differente dalle altre di questo tipo perché ha una intonazione tipo marcia, la canzone fu composta 30 anni dopo la fine della guerra. Vladimir Šainskij, un famoso compositore nonché soldato veterano, disse: "Questa canzone mi ha fatto tornare indietro nel tempo. È stata scritta 30 anni dopo la fine della guerra e ora ci aiuta a ritornare alla vittoria".
Per commemorare il trentesimo anniversario della vittoria dell'URSS nella Seconda guerra mondiale il governo indisse un concorso per la migliore canzone che trattasse della guerra.
Nel marzo 1975 il poeta Vladimir Gavrilovič Charitonov che prese parte alla guerra, comincio col suo giovane aiutante autore David Fëdorovič Tuchmanov a scrivere una nuova canzone per l'occasione.
Pochi giorni prima della fine del concorso Charitonov portò i suoi versi a Tuchmanov e quest'ultimo compose una canzone giusto in tempo per essere registrata da sua moglie ed essere inviata alla giuria.
Tuttavia la giuria, composta da vecchi compositori dell'era di Stalin, disprezzò questa canzone considerandola frivola, con ritmi che richiamavano al Tango e al Foxtrot: un ritmo troppo borghese, che era stato considerato illegale in Unione Sovietica.
Anche se la canzone diede inizialmente risultati scoraggianti durante i concerti, Lev Valer'janovič Leščenko, uno dei più famosi cantanti sovietici, la cantò in un concerto ad Alma-Ata a fine aprile.
La canzone fu anche cantata in uno spettacolo televisivo il 9 maggio da un altro cantante, ma la sua interpretazione non diede i risultati sperati.
La canzone non fu eseguita fino al 10 novembre quando Leščenko la cantò al grande concerto del palazzo dei congressi del Cremlino durante il giorno della Polizia dell'URSS.
La sua performance lasciò sbalorditi i censori, tanto che chiesero un bis; il successo della canzone iniziò da questo avvenimento.

## Diffusione
Da allora, questa canzone fu suonata durante tutte le Celebrazione del Giorno della Vittoria in URSS e successivamente in Russia, dopodiché solitamente si concludeva con suoni di fuochi d'artificio sopra la Piazza Rossa.
Alla Komsomolskaja Pravda il leader Sovietico Leonid Brežnev dichiarò che la canzone gli era piaciuta particolarmente, soprattutto quando cantata da Iosif Kobzon e predisse a Charitonov: "Questa canzone sarà suonata per molti anni dopo che sia io sia tu ce ne saremo andati".

## Testo
Russo
День Победы, как он был от нас далёк,
Как в костре потухшем таял уголёк.
Были версты, обгорелые, в пыли —
Этот день мы приближали как могли.
rit.:
Этот День Победы
Порохом пропах,
Это праздник
С сединою на висках.
Это радость
Со слезами на глазах.
День Победы !
День Победы !
День Победы !
Дни и ночи у мартеновских печей
Не смыкала наша Родина очей.
Дни и ночи битву трудную вели —
Этот день мы приближали как могли.
rit.
Здравствуй, мама, возвратились мы не все…
Босиком бы пробежаться по росе !
Пол-Европы, прошагали, пол-Земли —
Этот день мы приближали как могли.
rit. x 3
Trascrizione: Latino
Den' Pobedy, kak on byl ot nas dalëk,
Kak v kostre potuchšem tajal ugolëk.
Byli versty, obgorelyje, v pyli —
Ėtot den' my približali kak mogli.
rit.:
Ėtot Den' Pobedy
Porochom propach,
Ėto prazdnik,
S sedinoju na viskach.
Ėto radost'
So slezami na glazach.
Den' Pobedy!
Den' Pobedy!
Den' Pobedy!
Dni i noči u martenovskich pečej,
Ne smykala naša Rodina očej.
Dni i noči bitvu trudnuju veli, —
Etot den' my približali kak mogli.
rit.
Zdravstvuj, mama, vozvratilis' my ne vse...
Bosikom by probežat'sja po rose!
Pol-Evropy prošagali, pol-Zemli —
Ėtot den' my približali kak mogli.
rit. x 3
Traduzione: Italiano
Il Giorno della Vittoria, quanto lontano era da noi
Come una brace cancellata nel fuoco spento
Distava verste, bruciate e impolverate,
Abbiamo anticipato (l'arrivo di) questo giorno per quanto possibile.
rit.:
Questo Giorno della Vittoria
odora di polvere da sparo
questa festività
coi capelli bianchi sulle tempie
Questa gioia
Con le lacrime nei nostri occhi
Giorno della Vittoria!
Giorno della Vittoria!
Giorno della Vittoria!
Giorni e notti ai forni Martin-Siemens
La nostra Patria ha trascorso, insonne.
Giorni e notti noi conducemmo una dura battaglia
Abbiamo anticipato (l'arrivo di) questo giorno per quanto possibile.
rit.
Salve, mamma, non tutti noi tornammo,
Vorrei correre scalzo sulla rugiada!
Mezza Europa, abbiamo camminato per mezza Terra,
Abbiamo anticipato (l'arrivo di) questo giorno per quanto possibile.
rit. x 3